# هرمان باندی
هرمان باندی (انگلیسی: Hermann Bondi; زاده ۱ نوامبر ۱۹۱۹ – درگذشته ۱۰ سپتامبر ۲۰۰۵) یک دانشمند در زمینه ریاضیات و کیهان‌شناسی فیزیکی اهل بریتانیا بود.